# ペニー・レイン
「ペニー・レイン」（Penny Lane）は、ビートルズの楽曲である。1967年2月に「ストロベリー・フィールズ・フォーエバー」との両A面シングルとして発売された。レノン＝マッカートニー名義となっているが、主にポール・マッカートニーによって書かれた楽曲。歌詞は、メンバーの故郷であるリヴァプールにあるペニー・レインをモチーフとしたもので、同時期にジョン・レノンが書いた「ストロベリー・フィールズ・フォーエバー」に触発されて書いたとされている。
ビートルズがアルバム『リボルバー』完成後に初めてレコーディングした楽曲で、アルバム『サージェント・ペパーズ・ロンリー・ハーツ・クラブ・バンド』に収録される予定だったが、レーベル側が新しいシングルを要求したことにより、同時期に制作されていた「ストロベリー・フィールズ・フォーエバー」と共にシングルとして発売され、アルバムからは省かれた。なお、アメリカではシングルで発売された後に、キャピトル編集盤『マジカル・ミステリー・ツアー』に収録された。
ローリング・ストーンの選ぶオールタイム・グレイテスト・ソング500では280位にランクされている。

## 背景

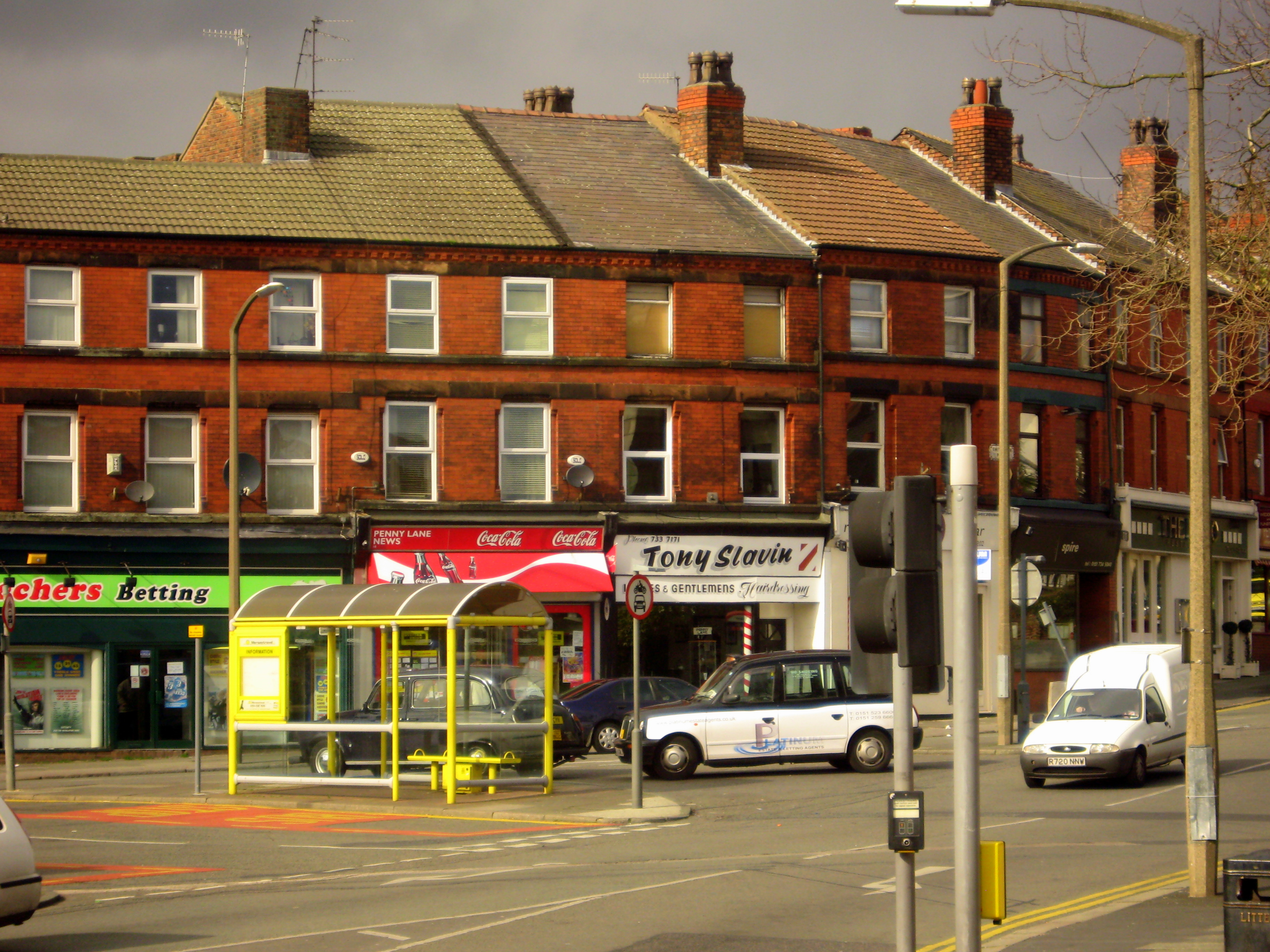
歌詞に登場する床屋のトニー・スレイヴィン（角の白い看板）

歌詞は、リヴァプールにあるペニー・レイン（北緯53度23分20.2秒 西経2度54分55.0秒 / 北緯53.388944度 西経2.915278度）がモチーフになっている。同時期にジョン・レノンは幼少期に遊びに行っていた孤児院「ストロベリー・フィールド」をモチーフとした「ストロベリー・フィールズ・フォーエバー」を制作しており、この「ストロベリー・フィールズ・フォーエバー」に触発されて作ったとされている。「ペニー・レイン」の作詞はレノンも手伝っており、1970年のインタビューで、「銀行があった場所は路面電車の車庫になってて、みんなそこで待ってて、そばには査察官が立ってて、遠くには消防車が通って…そんな子供時代の記憶を呼び戻したんだ」とコメントしている。
レノンの「ストロベリー・フィールズ・フォーエバー」に比べると、非常にポップに仕上がっていて好対照をなしている。曲中で歌われる床屋や街角の銀行（現在はロイズTSB銀行）は健在で、何の変哲もない小さな通りながらもビートルズゆかりの地や名所として人気が高い。プロモーション・ビデオでもペニー・レインの映像が見られるが、ビートルズのメンバーが映っているシーンはロンドンのストラトフォードにあるエンジェル・レイン周辺と、ケント州セヴノークスのノール・ハウスを囲むノール・パークの2か所で撮影している。
歌詞に「A four of fish and finger pie（4個入りのフィッシュ&フィンガー・パイ）」というフレーズがあるが、これはリヴァプールで使われているスラングで、「A four of fish」は「4ペンス分のフィッシュ・アンド・チップス」、「finger pie」は「ティーンエイジャー同士の性的な関係」を表している。音楽評論家のイアン・マクドナルドは、このフレーズはレノンのアイデアであると推測している。

## レコーディング
「ペニー・レイン」のレコーディングは、1966年12月29日にEMIレコーディング・スタジオのスタジオ2で開始された。この時期のマッカートニーは、ザ・ビーチ・ボーイズの『ペット・サウンズ』に影響されており、「すごくクリーンに録音すること」を目指していた。
マッカートニーは、4トラック・レコーダーのそれぞれのトラックに鍵盤パートを録音した。トラック1が基本的なリズムを奏でるピアノ、トラック2がVOX製のギターアンプに繋いでリバーブをかけたピアノ、トラック3がホンキートンクを彷彿させるピアノの音色、トラック4がトラック2と同様にギターアンプに繋いだハーモニウムという構成になっている。12月30日にリダクションされ、マッカートニーとレノンのリード・ボーカルが録音された。なお、このボーカルは、テープ・レコーダーの回転数を下げて録音された。
1967年1月4日、ビートルズにとって新年最初のセッションとなったこの日は、レノンによるピアノとジョージ・ハリスンによるリードギターがオーバー・ダビングされた。この日にはマッカートニーによるリード・ボーカルもオーバー・ダビングされたが、翌日に録り直されている。1月6日にリンゴ・スターによるドラム、マッカートニーによるベース、レノンによるリズムギターのほか、ハンドクラップ、コンガ、ハーモニー・ボーカル、ピアノがオーバー・ダビングされた。
1月9日に外部ミュージシャンによる4本のフルートと木管楽器、ブラス・セクションが加えられた。スコアはジョージ・マーティンによるもので、メロディ・ラインについてマッカートニーがいくつかアイデアを出している。
1月10日にスキャット・ハーモニーとハンドベルがオーバー・ダビングされ、1月12日に2回目の外部ミュージシャンによって2本のトランペット、2本のオーボエ、2本のコーラングレ、そしてダブルベースが加えられた。

### ピッコロトランペット・ソロ
マッカートニーは、この時点で曲の仕上がりに物足りなさを感じていた。そんな中、BBCによるクラシック・コンサートの中継で、「ブランデンブルク協奏曲第2番ホ長調」におけるデヴィッド・メイスンによるピッコロトランペットの演奏に興味を示した。1月17日、メイスンをレコーディングに招き、この曲の特徴ともいえるピッコロトランペット・ソロを録音した。この演奏で、デヴィッドに対して27ポンド10シリングが支払われた。

## プロモーション・フィルム
ビートルズは、1965年以降イギリスのテレビ番組に直接出演して演奏することを避けることを目的に、プロモーション・フィルムを制作して各テレビ局に配布していた。
「ペニー・レイン」のプロモーション・フィルムは、「ストロベリー・フィールズ・フォーエバー」と共に、ミュージック・ビデオとして認知されるようになった最初の例の1つとなった。プロモーション・フィルムの監督は、スウェーデンのテレビディレクター、ピーター・ゴールドマンが務め、トニー・ブラムウェルによって制作された。プロモーション・フィルムには、ペニー・レイン行きの46番バス、ロータリー交差点の真ん中に位置している待合室、白い馬に乗った消防士などリヴァプールで撮影された映像が含まれているが、ビートルズのメンバーが映っているシーンはロンドン東部のストラトフォードにあるエンジェルレーンで撮影された。また、フィルムにはメンバーが乗馬する様子（2月5日に撮影）やケント州セブンノークスのノール・パークで撮影された映像も含まれている。

## リリース、文化的影響など
「ペニー・レイン」と「ストロベリー・フィールズ・フォーエバー」は、前作『エリナー・リグビー / イエロー・サブマリン』と同じく、両A面シングルとして発売された。このシングルは、アメリカでは1967年2月13日、イギリスでは同月17日に発売された。シングル盤は、初めてビートルズのメンバーの写真を使ったオリジナル・スリーブが使われた作品となり、裏面には各メンバーの幼年期の写真が使用された。シングル盤は『ストロベリー・フィールズ・フォーエバー / ペニー・レイン』は、全英シングルチャートにおいてエンゲルベルト・フンパーディンクの『リリース・ミー』に次ぐ第2位となり、首位獲得を逃した。一方、アメリカでは本作の単独A面で発売され、1967年3月18日付のBillboard Hot 100で1位を獲得。『ビルボード』誌の1967年度年間ランキングでは第55位。『キャッシュボックス』誌では最高位2週連続第1位、年間ランキング45位を獲得した。イギリスでは、キャピトル・レコードが発行したプロモーション用シングル盤に収録された「ペニー・レイン」は、ピッコロトランペットによるコーダが加えられたミックスになっている。このプロモーション用シングル盤は、発行数が少ないことからビートルズのグッズで最も価値のある品となっている。このミックスは、1980年に発表された『レアリティーズ Vol.2』や2017年に発売された『サージェント・ペパーズ・ロンリー・ハーツ・クラブ・バンド (スーパー・デラックス・エディション)』のディスク6に収録されている。
1996年に発売された『ザ・ビートルズ・アンソロジー2』には、間奏が管楽器による合奏になっていて、ピッコロトランペットによるコーダが継ぎ足された音源が収録された。
2015年に再発売された『ザ・ビートルズ1』や2017年に発売された『サージェント・ペパーズ・ロンリー・ハーツ・クラブ・バンド 50周年記念エディション』にはジャイルズ・マーティンによってリミックスされたものが収録されている。また、後者にはアウトテイクも収録されている。
『メロディ・メイカー』誌は、本作の管楽器のパートを「綺麗なアレンジ」とし、「感傷的な雰囲気を帯びたこの楽曲は、ビートルズがはっきりと覚えているリヴァプールの通りの切迫していて、カラフルで鮮明な思い出の中にゆっくりと組み立てられた」と評している。

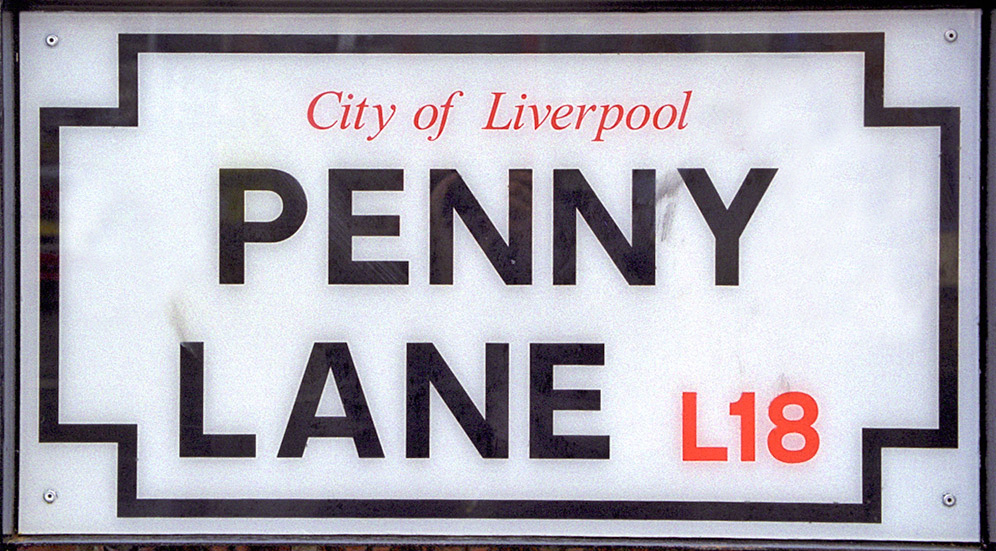
ペニー・レインの標識

本作のヒットにより、ペニー・レインの道路標識の盗難および訪れたファンによる落書きが多発し、一部では標識はとりやめになりペンキで描かれるようになった。
2004年に『ローリング・ストーン』誌が発表した「ローリング・ストーンの選ぶオールタイム・グレイテスト・ソング500」では第456位、2006年に『モジョ』誌が発表した「The 101 Greatest Beatles Songs」では第9位にランクインした。
ラトルズが1978年に発表した楽曲「Doubleback Alley」は、本作のパロディとなっている。

## クレジット
※出典
ビートルズ
- ポール・マッカートニー - ボーカル、ピアノ、ベース、ハーモニウム、タンバリン、効果音
- ジョン・レノン - バッキング・ボーカル、ピアノ、ギター、コンガ、ハンドクラップ
- ジョージ・ハリスン - バッキング・ヴォーカル、リードギター、ハンドクラップ
- リンゴ・スター - ドラム、ハンドベル

外部ミュージシャン
- ジョージ・マーティン - ピアノ、オーケストラ編曲
- レイ・スウィンフィールド、P・グッディ、マニー・ウィンターズ - フルート、ピッコロ
- デイビット・メイソン - ピッコロトランペットソロ
- レオン・カルバート、フレディ・クレイトン、バート・コートリー、ダンカン・キャンベル - トランペット、フリューゲルホルン
- ディック・モーガン、マイク・ウィンフィールド - オーボエ、コーラングレ
- フランク・クラーク - ダブルベース

## チャート成績

### 週間チャート
| チャート (1967年)                       | 最高位 |
| --------------------------------------- | ------ |
| オーストラリア (Go-Set National Top 40) | 1      |
| オーストリア (Ö3 Austria Top 40)        | 5      |
| ベルギー (Ultratop 50 Wallonia)         | 1      |
| ベルギー (Ultratop 50 Flanders)         | 4      |
| カナダ トップシングルス (RPM)           | 1      |
| オランダ (Dutch Top 40)                 | 1      |
| オランダ (Single Top 100)               | 1      |
| アイルランド (IRMA)                     | 2      |
| ニュージーランド (Listener Chart)       | 1      |
| UK シングルス (OCC)                     | 2      |
| US Billboard Hot 100                    | 1      |
| US Cash Box Top 100                     | 1      |
| 西ドイツ (Musikmarkt Hit-Parade)        | 1      |

| チャート（1987年）  | 最高位 |
| ------------------- | ------ |
| UK シングルス (OCC) | 65     |

| チャート（2010年）        | 最高位 |
| ------------------------- | ------ |
| オランダ (Single Top 100) | 98     |

### 年間チャート
| チャート (1967年)        | 順位 |
| ------------------------ | ---- |
| Canada Top Singles (RPM) | 21   |
| US Billboard Hot 100     | 55   |
| US Cash Box              | 45   |

## 認定
| 国/地域                                             | 認定 | 認定/売上数 |
| --------------------------------------------------- | ---- | ----------- |
| アメリカ合衆国 (RIAA)                               | Gold | 1,000,000^  |
| * 認定のみに基づく売上数 ^ 認定のみに基づく出荷枚数 |      |             |